# Albert Fairfax (12e lord Fairfax de Cameron)
Albert Kirby Fairfax, 12e Lord Fairfax de Cameron (23 juin 1870 - 4 octobre 1939), est un pair représentant écossais d'origine américaine et homme politique à la Chambre des lords britannique.

## Jeunesse
Né à Northampton à Largo, comté de Prince George, Maryland, Fairfax est découvert comme étant le titulaire légitime de son titre après qu'il a été essentiellement oublié par sa famille (qui réside aux États-Unis depuis plusieurs générations). Après que des chercheurs aient déterminé qu'Albert Kirby Fairfax est le 12e Lord Fairfax de Cameron, son titre est reconnu par la Chambre des Lords en 1908. Son père est John Fairfax, 11e Lord Fairfax de Cameron, et sa mère est Mary Brown Kirby.

## Carrière
Il est membre de Fairfax & Company, de George Street, Londres. Il est associé de Bonbright & Company, George Street, Londres.
Il est naturalisé en tant que citoyen britannique le 17 novembre 1908. Il est élu pair représentant écossais et occupe ce poste du 19 octobre 1917 à sa mort le 4 octobre 1939.

## Vie privée
Lord Fairfax de Cameron épouse Maude Wishart McKelvie, fille de James McKelvie, en 1922. Ils ont deux fils :
- Thomas Brian McElvie Fairfax, 13e Lord Fairfax of Cameron (14 mai 1923 - 8 avril 1964), qui épouse Sonia Helen Gunston (née en 1926) ;
- Peregrine John Wishart Fairfax (8 mars 1925 - 23 février 2012).

Le 12e Lord Fairfax meurt en octobre 1939, à l'âge de 69 ans, et est remplacé à la seigneurie par l'aîné de ses deux fils, Thomas.

## Source
- Kidd, Charles, Williamson, David (éditeurs). Debrett's Peerage and Baronetage (édition 1990). New York: St Martin's Press, 1990.[page à préciser]